# Михэйлэ, Валентин
Валентин Михай Михэйлэ (рум. Valentin Mihai Mihăilă; родился 2 февраля 2000) — румынский футболист, вингер итальянского клуба «Парма» и сборной Румынии. Участник чемпионата Европы 2024.

## Клубная карьера
Воспитанник футбольной академии клуба «Университатя Крайова», Михэйлэ дебютировал в основном составе клуба  24 октября 2017 года в матче Кубка Румынии против «Сепси», выйдя на замену Владимиру Скречу. 19 апреля 2019 года забил свой первый гол за клуб в матче румынской Лиги I против «Астры».
5 октября 2020 года перешёл в «Парму», подписав с итальянским клубом пятилетний контракт. Сумма трансфера составила 8,5 млн евро. 3 января 2021 Михэйлэ дебютировал с игре с «Торино», заменив Янна Карамо на 75-й минуте. 21 января забил свой первый гол за «Парму» в кубковом матче с «Лацио». Первый гол в рамках чемпионата вингер забил 7 марта в ворота «Фиорентины», где также отметился голевой передачей на Ясмина Куртича. В следующей игре с «Ромой» Михэйлэ записал на свой счет еще один гол после передачи от своего соотечественника Денниса Мана.
31 января 2022 года Валентин Михэйлэ был отдан в аренду в «Аталанту» с возможностью выкупа. Вингер провел 7 матчей за оставшуюся часть сезона и вернулся в «Парму», не произведя впечатление на тренерский штаб «Аталанты».

## Карьера в сборной
Выступал за сборные Румынии до 19 лет и до 21 года. 14 ноября 2019 года в составе сборной Румынии до 21 года сделал хет-трик в матче отборочного турнира к молодёжному чемпионату Европы против сборной Финляндии.